# Якіторі
Якіторі (яп. 焼き鳥, букв. «смажена птиця») — японська страва зі шматочків курки (з нутрощами), підсмажених над жаром на бамбукових шампурах. Якіторі подають або лише з сіллю (інколи з лимонним соком), або з соусом «таре», який роблять з міріну, соєвого соусу і цукру. М'ясо поливають соусом і смажать до готовності, потім подають политим тим самим соусом.
Щиро кажучи, лише смажені шматочки курятини і овочів називають «якіторі». З якіторі часто подають підсмажені таким самим способом свинину, яловичину, рибу або морепродукти, які зазвичай називають кусіякі (яп. 串焼, букв. «гриль на рожні»). Проте в інших країнах і навіть у деяких районах Японії (зокрема, Кюсю, місті Хігасімацуяма і деяких частинах Хоккайдо) їх також називають «якіторі».
Якіторі — дуже популярна страва в Японії. Повертаючись з роботи, люди часто купують пиво і якіторі в якіторія. Крім цього, якіторі часто пропонують до пива в ідзакая (японська пивничка, в якій також подають їжу).